# Amaurodon viridis
Amaurodon viridis är en svampart som först beskrevs av Alb. & Schwein., och fick sitt nu gällande namn av Joseph Schröter 1888. Amaurodon viridis ingår i släktet Amaurodon och familjen Thelephoraceae.  Arten är reproducerande i Sverige. Inga underarter finns listade i Catalogue of Life.